# Чухнаков, Виктор Федотович
Виктор Федотович Чухнаков (1922—1999) — старший сержант Рабоче-крестьянской Красной Армии, участник Великой Отечественной войны, Герой Советского Союза (1945).

## Биография
Виктор Чухнаков родился 7 июня 1922 года в посёлке Ханино (в Суворовском районе Тульской области). После окончания семи классов школы работал электриком. В 1942 году Чухнаков был призван на службу в Рабоче-крестьянскую Красную Армию. С мая того же года — на фронтах Великой Отечественной войны.
К сентябрю 1944 года старший сержант Виктор Чухнаков командовал орудием 1326-го лёгкого артиллерийского полка 71-й лёгкой артиллерийской бригады 5-й гвардейской артиллерийской дивизии прорыва 53-й армии 2-го Украинского фронта. Отличился во время освобождения Венгрии. 29 сентября 1944 года расчёт Чухнакова участвовал в отражении пяти немецких контратак в районе озера Балатон, уничтожив 4 вражеских танка. Оставшись без снарядов, Чухнаков с товарищами продолжал сражаться гранатами и стрелковым оружием, удержавшись на захваченных позициях.
Указом Президиума Верховного Совета СССР от 24 марта 1945 года старший сержант Виктор Чухнаков был удостоен высокого звания Героя Советского Союза с вручением ордена Ленина и медали «Золотая Звезда».
После окончания войны Чухнаков был демобилизован. Проживал и работал на родине. Умер 15 мая 1999 года.

## Награды
Был также награждён орденом Красного Знамени, двумя орденами Отечественной войны 1-й степени, орденами Красной Звезды и Славы 3-й степени, рядом медалей.

## Ссылка
Виктор Федотович Чухнаков. Сайт «Герои страны».